# دانشگاه قازان
دانشگاه فدرال قازان (منطقه ولگا) (به روسی: Каза́нский (Приво́лжский) федера́льный университе́т) در شهر قازان در روسیه قرار دارد. این دانشگاه در سال ۱۸۰۴ پایه‌گذاری شد و محل تحصیل ولادیمیر لنين، بنیان‌گذار و رهبر شوروی تا قبل از اخراج او از دانشگاه بود.

## نگارخانه

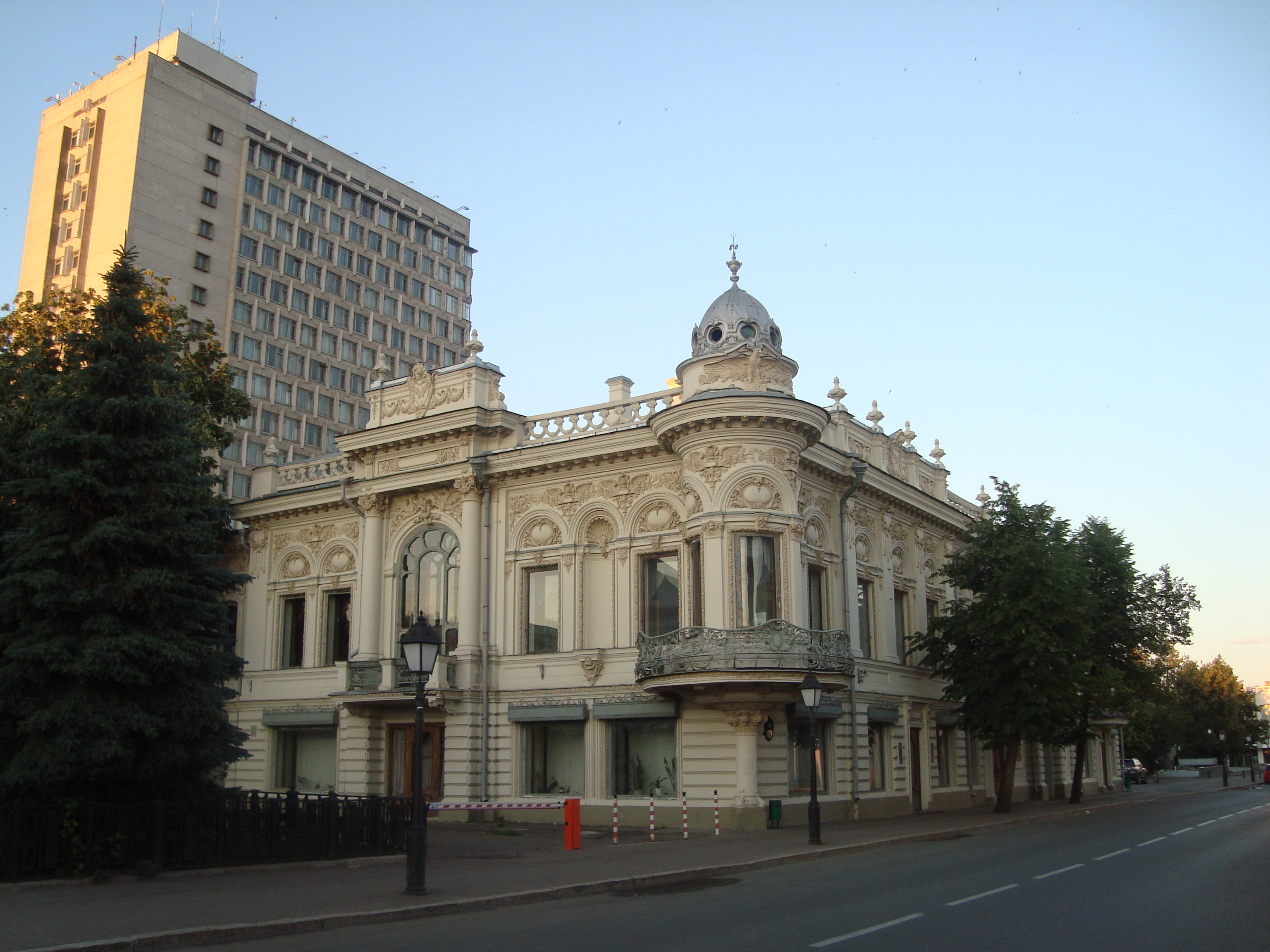
ساختمان آکادمیک جدید دانشگاه و کتابخانه دولتی تاتار
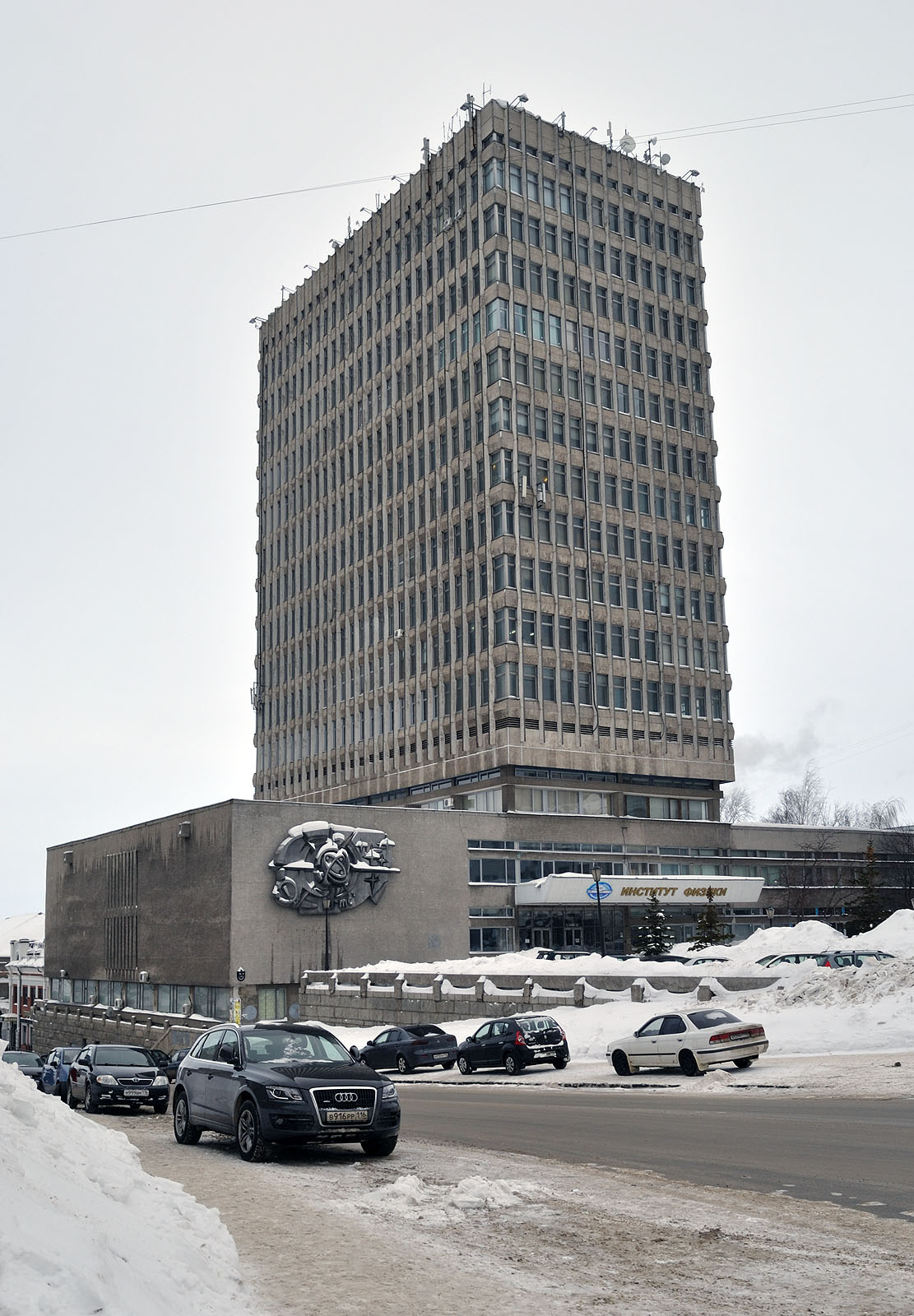
ساختمان دانشکده فیزیک
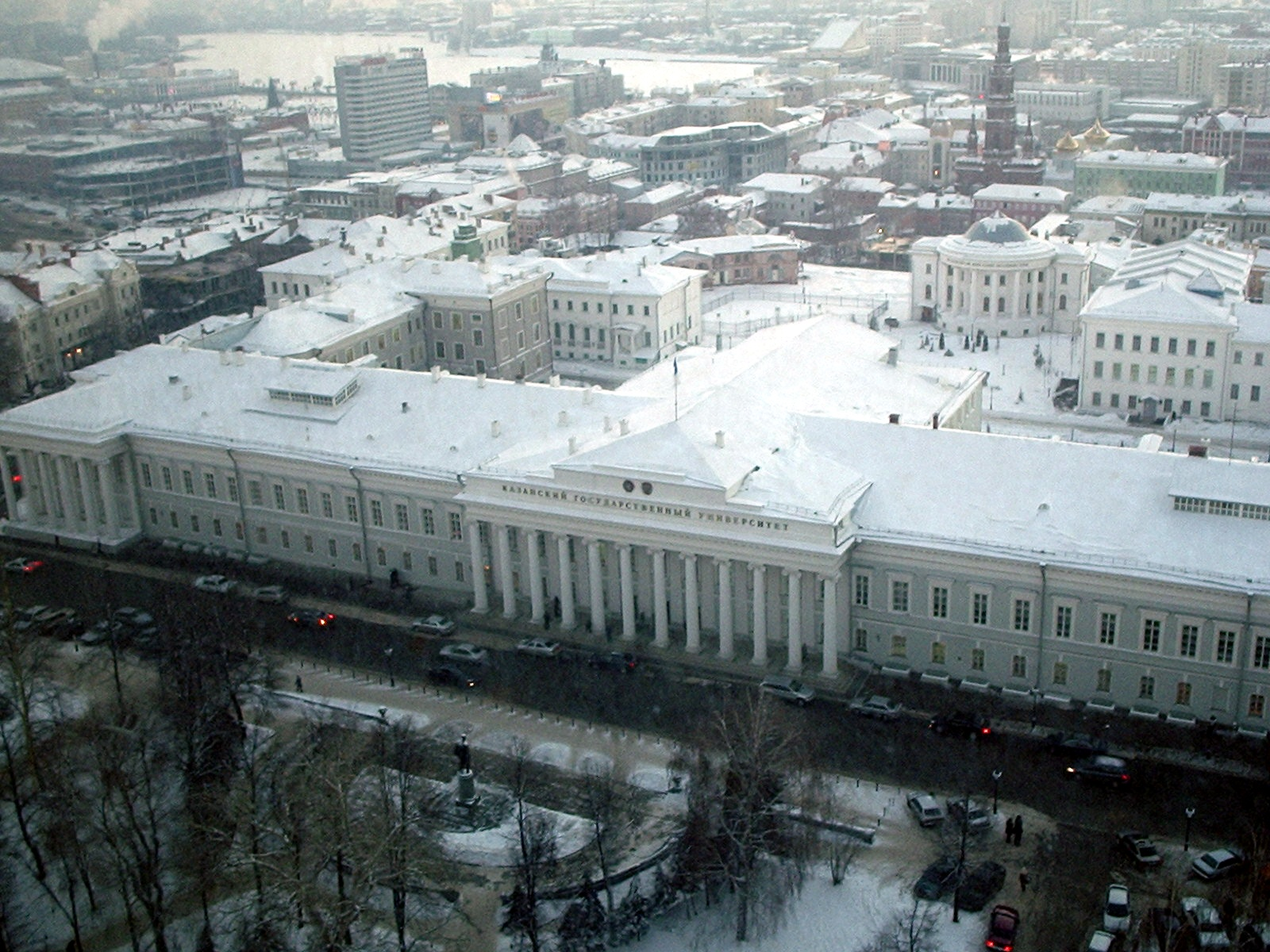
مجموعه اصلی دانشگاه
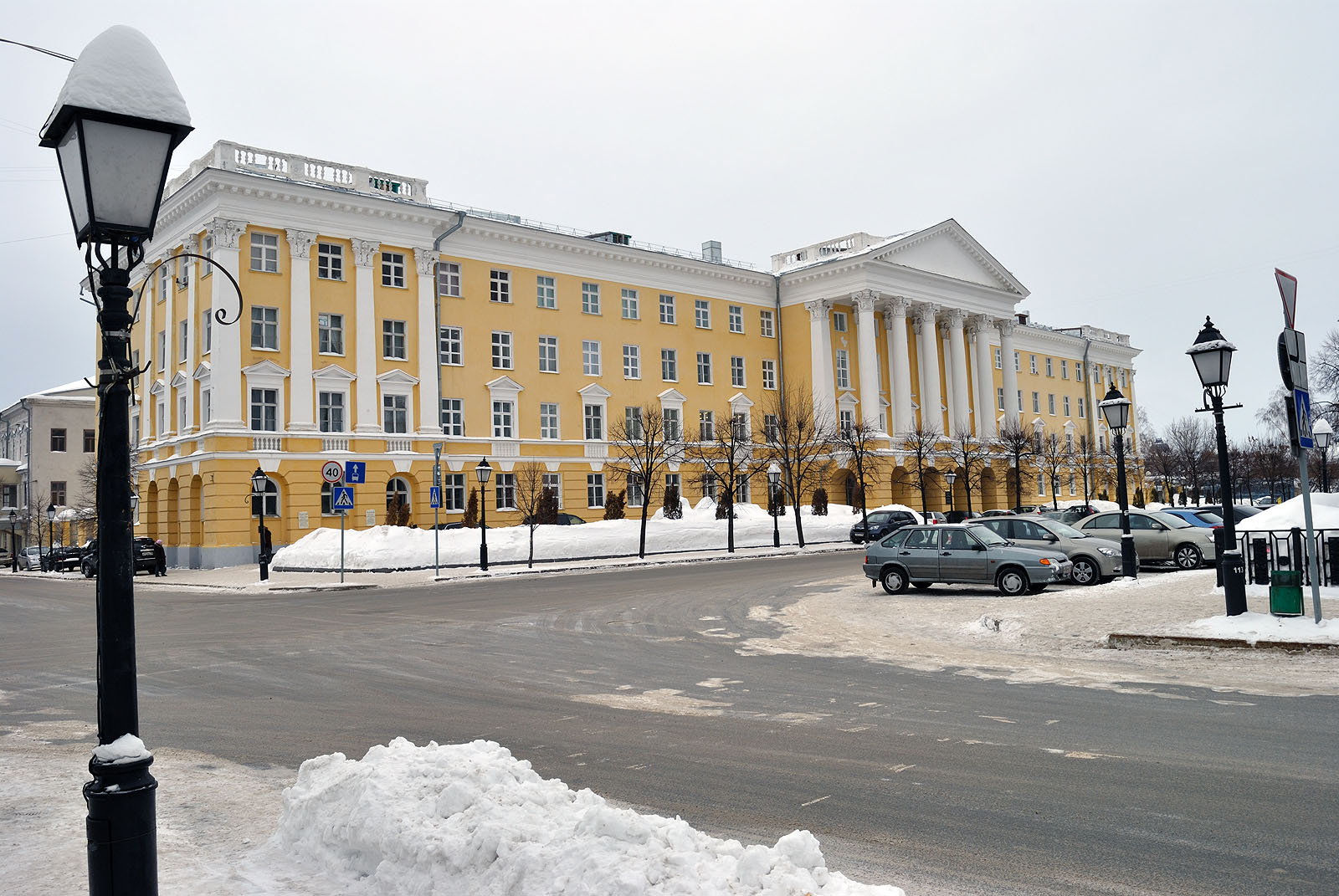
دانشکده شیمی
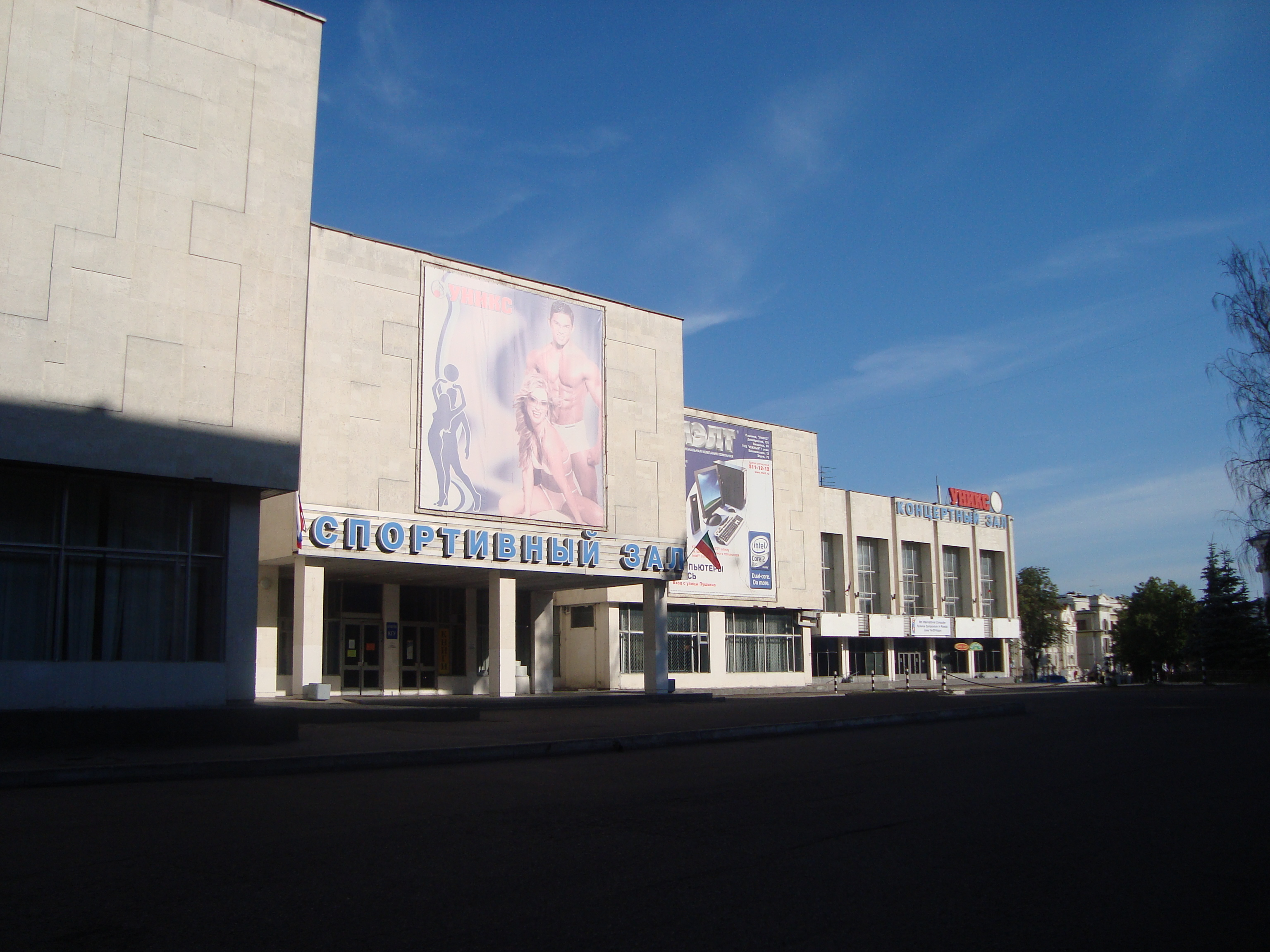
مجموعه کنسرت و ورزش دانشگاه قازان
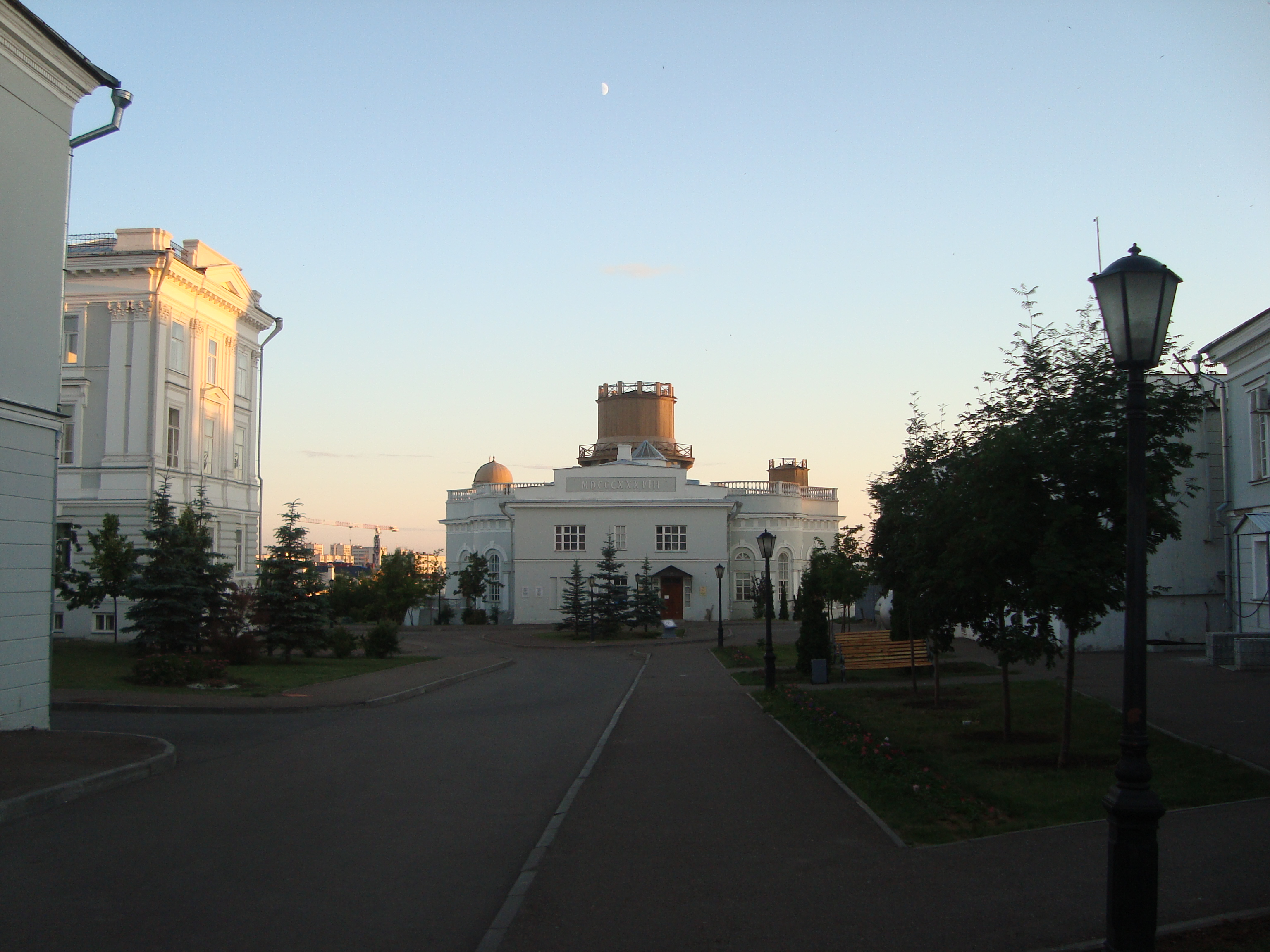
رصدخانه دانشگاه قازان